# Campeonato Mundial de Baloncesto Femenino de 1990
El XI Campeonato Mundial de Baloncesto Femenino se celebró en Malasia entre el 12 y el 22 de julio de 1990, bajo la organización de la Federación Internacional de Baloncesto (FIBA) y la Federación Malaya de Baloncesto.
Un total de dieciséis selecciones nacionales de cinco confederaciones continentales compitieron por el título de campeón mundial, cuyo anterior portador era el equipo de los Estados Unidos, vencedor del Mundial de 1986. 
La selección de los Estados Unidos se adjudicó la medalla de oro al derrotar en la final al equipo de Yugoslavia con un marcador de 88-78. En el partido por el tercer puesto el conjunto de Cuba venció al de Checoslovaquia.

## Organización

### Sedes
| Grupo      | Ciudad        | Instalación |
| ---------- | ------------- | ----------- |
| A y C      | Kuching       |             |
| B y D      | Kota Kinabalu |             |
| Fase final | Kuala Lumpur  |             |

### Grupos
| Grupo A   | Grupo B | Grupo C        | Grupo D    |
| --------- | ------- | -------------- | ---------- |
| Australia | URSS    | Estados Unidos | Yugoslavia |
| Bulgaria  | Brasil  | Checoslovaquia | China      |
| Italia    | Canadá  | Corea del Sur  | Cuba       |
| Malasia   | Japón   | Senegal        | Zaire      |

## Primera fase

### Grupo A
| Equipo    | J | G | P | PF  | PC  | DP   | PTS |
| --------- | - | - | - | --- | --- | ---- | --- |
| Bulgaria  | 3 | 2 | 1 | 270 | 194 | +76  | 5   |
| Australia | 3 | 2 | 1 | 233 | 163 | +70  | 5   |
| Italia    | 3 | 2 | 1 | 233 | 177 | +56  | 5   |
| Malasia   | 3 | 0 | 3 | 131 | 333 | -202 | 3   |

- Resultados

| Fecha | Partido¹  | Partido¹ | Partido¹  | Resultado |
| ----- | --------- | -------- | --------- | --------- |
| 12.07 | Australia | -        | Malasia   | 96-27     |
| 12.07 | Bulgaria  | -        | Italia    | 63-67     |
| 13.07 | Malasia   | -        | Bulgaria  | 56-130    |
| 13.07 | Italia    | -        | Australia | 59-66     |
| 14.07 | Italia    | -        | Malasia   | 107-48    |
| 14.07 | Australia | -        | Bulgaria  | 71-77     |

- (¹) – Todos en Kuching.

### Grupo B
| Equipo | J | G | P | PF  | PC  | DP  | PTS |
| ------ | - | - | - | --- | --- | --- | --- |
| URSS   | 3 | 3 | 0 | 286 | 199 | +87 | 6   |
| Canadá | 3 | 2 | 1 | 202 | 213 | -11 | 5   |
| Brasil | 3 | 1 | 2 | 214 | 248 | -34 | 4   |
| Japón  | 3 | 0 | 3 | 227 | 269 | -42 | 3   |

- Resultados

| Fecha | Partido¹ | Partido¹ | Partido¹ | Resultado |
| ----- | -------- | -------- | -------- | --------- |
| 12.07 | URSS     | -        | Japón    | 103-79    |
| 12.07 | Canadá   | -        | Brasil   | 74-56     |
| 13.07 | Japón    | -        | Canadá   | 69-75     |
| 13.07 | URSS     | -        | Brasil   | 95-67     |
| 14.07 | Brasil   | -        | Japón    | 91-79     |
| 14.07 | URSS     | -        | Canadá   | 88-53     |

- (¹) – Todos en Kota Kinabalu.

### Grupo C
| Equipo         | J | G | P | PF  | PC  | DP   | PTS |
| -------------- | - | - | - | --- | --- | ---- | --- |
| Estados Unidos | 3 | 3 | 0 | 279 | 150 | +129 | 6   |
| Checoslovaquia | 3 | 2 | 1 | 219 | 183 | +36  | 5   |
| Corea del Sur  | 3 | 1 | 2 | 187 | -20 | 4    |     |
| Senegal        | 3 | 0 | 3 | 126 | 271 | -145 | 3   |

- Resultados

| Fecha | Partido¹       | Partido¹ | Partido¹       | Resultado |
| ----- | -------------- | -------- | -------------- | --------- |
| 12.07 | Estados Unidos | -        | Senegal        | 106-36    |
| 12.07 | Checoslovaquia | -        | Corea del Sur  | 67-60     |
| 13.07 | Senegal        | -        | Checoslovaquia | 37-93     |
| 13.07 | Corea del Sur  | -        | Estados Unidos | 55-87     |
| 14.07 | Corea del Sur  | -        | Senegal        | 72-53     |
| 14.07 | Estados Unidos | -        | Checoslovaquia | 86-59     |

- (¹) – Todos en Kuching.

### Grupo D
| Equipo     | J | G | P | PF  | PC  | DP  | PTS |
| ---------- | - | - | - | --- | --- | --- | --- |
| Yugoslavia | 3 | 3 | 0 | 227 | 177 | +50 | 6   |
| Cuba       | 3 | 2 | 1 | 232 | 219 | +13 | 5   |
| China      | 3 | 1 | 2 | 223 | 226 | -3  | 4   |
| Zaire      | 3 | 0 | 3 | 149 | 209 | -60 | 3   |

- Resultados

| Fecha | Partido¹   | Partido¹ | Partido¹   | Resultado |
| ----- | ---------- | -------- | ---------- | --------- |
| 12.07 | Yugoslavia | -        | Zaire      | 64-39     |
| 12.07 | China      | -        | Cuba       | 84-88     |
| 13.07 | Zaire      | -        | China      | 50-69     |
| 13.07 | Cuba       | -        | Yugoslavia | 68-75     |
| 14.07 | Cuba       | -        | Zaire      | 76-60     |
| 14.07 | Yugoslavia | -        | China      | 88-70     |

- (¹) – Todos en Kota Kinabalu.

## Segunda fase
Clasifican los dos mejores equipos de cada grupo y se distribuyen en dos grupos, el E y el F.

### Grupo E
| Equipo         | J | G | P | PF  | PC  | DP  | PTS |
| -------------- | - | - | - | --- | --- | --- | --- |
| Yugoslavia     | 3 | 3 | 0 | 225 | 199 | +26 | 6   |
| Checoslovaquia | 3 | 2 | 1 | 231 | 214 | +17 | 5   |
| URSS           | 3 | 1 | 2 | 212 | 206 | +6  | 4   |
| Australia      | 3 | 0 | 3 | 184 | 233 | -49 | 3   |

- Resultados

| Fecha | Partido¹       | Partido¹ | Partido¹       | Resultado |
| ----- | -------------- | -------- | -------------- | --------- |
| 17.07 | Checoslovaquia | -        | Yugoslavia     | 66-81     |
| 17.07 | Australia      | -        | URSS           | 60-70     |
| 18.07 | URSS           | -        | Checoslovaquia | 79-82     |
| 18.07 | Yugoslavia     | -        | Australia      | 80-70     |
| 19.07 | Australia      | -        | Checoslovaquia | 54-83     |
| 19.07 | Yugoslavia     | -        | URSS           | 64-63     |

- (¹) – Todos en Kuala Lumpur.

### Grupo F
| Equipo         | J | G | P | PF  | PC  | DP  | PTS |
| -------------- | - | - | - | --- | --- | --- | --- |
| Estados Unidos | 3 | 3 | 0 | 275 | 220 | +55 | 6   |
| Cuba           | 3 | 2 | 1 | 236 | 237 | -1  | 5   |
| Bulgaria       | 3 | 1 | 2 | 218 | 237 | -19 | 4   |
| Canadá         | 3 | 0 | 3 | 200 | 235 | -35 | 3   |

- Resultados

| Fecha | Partido¹       | Partido¹ | Partido¹       | Resultado |
| ----- | -------------- | -------- | -------------- | --------- |
| 17.07 | Bulgaria       | -        | Canadá         | 65-61     |
| 17.07 | Estados Unidos | -        | Cuba           | 87-78     |
| 18.07 | Estados Unidos | -        | Canadá         | 95-70     |
| 18.07 | Cuba           | -        | Bulgaria       | 83-81     |
| 19.07 | Canadá         | -        | Cuba           | 69-75     |
| 19.07 | Bulgaria       | -        | Estados Unidos | 72-93     |

- (¹) – Todos en Kuala Lumpur.

## Fase final
|  | Semifinales    | Semifinales |    |                | Final          | Final       |  |
|  | 21 de julio    | 21 de julio |    |                | 22 de julio    | 22 de julio |  |
|  |                |             |    |                |                |             |  |
|  |                |             |    |                |                |             |  |
|  | Estados Unidos | 87          |    |                |                |             |  |
|  | Checoslovaquia | 59          |    |                |                |             |  |
|  |                |             |    |                |                |             |  |
|  |                |             |    |                |                |             |  |
|  |                |             |    |                | Estados Unidos | 88          |  |
|  |                | Yugoslavia  | 78 |                |                |             |  |
|  |                |             |    |                |                |             |  |
|  |                |             |    |                |                |             |  |
|  |                |             |    |                | Tercer lugar   |             |  |
|  |                |             |    |                |                |             |  |
|  | Cuba           | 66          |    | Checoslovaquia | 61             |             |  |
|  | Yugoslavia     | 74          |    |                | Cuba           | 83          |  |

### Semifinales
| Fecha | Partido¹       | Partido¹ | Partido¹       | Resultado |
| ----- | -------------- | -------- | -------------- | --------- |
| 21.07 | Estados Unidos | -        | Checoslovaquia | 87-59     |
| 21.07 | Cuba           | -        | Yugoslavia     | 66-74     |

- (¹) – En Kuala Lumpur.

### Tercer lugar
| Fecha | Partido¹       | Partido¹ | Partido¹ | Resultado |
| ----- | -------------- | -------- | -------- | --------- |
| 22.07 | Checoslovaquia | -        | Cuba     | 61-83     |

- (¹) – En Kuala Lumpur.

### Final
| Fecha | Partido¹       | Partido¹ | Partido¹   | Resultado |
| ----- | -------------- | -------- | ---------- | --------- |
| 22.07 | Estados Unidos | -        | Yugoslavia | 88-78     |

- (¹) – En Kuala Lumpur.

### Partidos de clasificación
5.º a 8.º lugar
| Fecha | Partido¹ | Partido¹ | Partido¹  | Resultado |
| ----- | -------- | -------- | --------- | --------- |
| 21.07 | Bulgaria | -        | Australia | 71-73     |
| 21.07 | Canadá   | -        | URSS      | 56-80     |

- (¹) – En Kuala Lumpur.

Séptimo lugar
| Fecha | Partido¹ | Partido¹ | Partido¹ | Resultado |
| ----- | -------- | -------- | -------- | --------- |
| 22.07 | Bulgaria | -        | Canadá   | 56-75     |

- (¹) – En Kuala Lumpur.

Quinto lugar
| Fecha | Partido¹ | Partido¹ | Partido¹  | Resultado |
| ----- | -------- | -------- | --------- | --------- |
| 22.07 | URSS     | -        | Australia | 97-73     |

- (¹) – En Kuala Lumpur.

## Medallero
| Estados Unidos | Yugoslavia | Cuba |

## Plantilla del equipo ganador
- Estados Unidos:

Teresa Edwards, Vicki Hall, Lynette Woodard, Tammy Jackson, Jennifer Azzi, Vickie Orr, Vicky Bullett, Sonja Henning, Katrina McClain, Medina Dixon, Cynthia Cooper, Carolyn Jones.  Seleccionador: Theresa Grentz.

## Estadísticas

### Clasificación general
| 1. Estados Unidos |
| 2. Yugoslavia     |
| 3. Cuba           |
| 4. Checoslovaquia |
| 5. URSS           |
| 6. Australia      |
| 7. Canadá         |
| 8. Bulgaria       |
| 9. China          |
| 10. Brasil        |
| 11. Corea del Sur |
| 12. Japón         |
| 13. Italia        |
| 14. Senegal       |
| 15. Zaire         |
| 16. Malasia       |

### Máxima anotadora
| N.º | Jugadora          | País           | Puntos |
| --- | ----------------- | -------------- | ------ |
| 1   | Hortência Marcari | Brasil         | 252    |
| 2   | Razija Mujanović  | Yugoslavia     | 187    |
| 3   | Zheng Xiulin      | China          | 186    |
| 4   | Teresa Edwards    | Estados Unidos | 170    |
| 5   | Choi Kyung-Hee    | Corea del Sur  | 168    |

Fuente: 

### Equipo más anotador
| N.º | Equipo         | Puntos |
| --- | -------------- | ------ |
| 1   | Estados Unidos | 729    |
| 2   | China          | 725    |
| 3   | Brasil         | 722    |
| 4   | URSS           | 675    |
| 5   | Italia         | 659    |

Fuente: 